# Zachariasz Hański
Zachariasz Hański herbu Korczak – łowczy nadworny litewski w 1790 roku.